# Crimson Jazz Trio
Das Crimson Jazz Trio war ein britisches Jazz-Trio des Modern Jazz.
Das Crimson Jazz Trio wurde 2004 von Schlagzeuger Ian Wallace, einem früheren Mitglied der Band King Crimson, gegründet. Die Idee entstand auf einer Tour der Formation 21st Century Schizoid Band, bestehend aus Exmitgliedern der Band, die deren Songmaterial der 1960er und 1970er Jahre neu interpretierte.
Mit dem Ziel, die Musik der englischen ProgRock-Band in den Jazz-Kontext des klassischen Pianotrios zu transformieren, bildete er mit dem Bassisten Tim Landers und dem Pianisten Jody Nardone das Crimson Jazz Trio – auch „CJ3“ genannt. 2005 entstand das erste Album der Band, King Crimson Songbook, Volume One. Es enthält klassische Titel von King Crimson wie Ladies of the Road (aus der Zeit von Wallace in der Band), The 21st Century Schizoid Man und Talk to the Wind von dem Album In the Court of the Crimson King, Cat Food von In the Wake of Poseidon und den Titel Matte Kudasai in einer Jaco Pastorius nachempfundenen Interpretation.
Die Band arbeitete an einem zweiten Album, King Crimson Songbook, Volume Two, mit Gastmusikern wie Jakko Jakszyk und Mel Collins, Ian Wallaces Kollegen in der 21st Century Schizoid Band (auch Mel Collins war ein King-Crimson-Mitglied), als Wallace am 22. Februar 2007 verstarb. Die zweite CD erschien im April 2009.